# 建豐二年
《建豐二年——新中國烏有史》是香港作家陳冠中的政治寓言小說，它設想中國國民黨在第二次國共內戰中勝出，1949年至1979年間中國在國民黨治下的另一個可能的發展情況。「建豐」是蔣經國的表字。本書主體以七組人物的不同角度，交代中國在內戰後三十年間經歷不同的安穩歲月，以及當中的大小事件和個人處境及感想，留下讀者對中國經濟發展到一定程度後，政治人權方面發展的想像空間。

## 創作緣起

### 歷史觀
作者認為歷史不是必然這樣發生的，並不是共產主義信條希望我們相信的那樣「必然」，那樣不可避免。歷史的轉折，往往帶有偶然性，官方想大家看到的歷史不一定是唯一的歷史，他想透過小說重寫讓人期待但最終沒發生的歷史。

### 父母輩
作者認為1946年國共東北戰役的軍事勝負事關重大，足以扭轉內戰結果，西藏、香港、台灣會有不同的命運發展，影響其父母輩的後半生，以及自己的身世，作者希望借此紀念他的父母和他們的年代。

### 中國發展
作者認為1949年至1979年間中國共產黨是在浪費時間，做錯了很多事，走了不必要的歷史彎路，付出了無比巨大的人道代價。如果是國民黨統治中國，1979年就可以取得共產黨治下2015年的成就，而且社會還會更加平等一些；不必有文化大革命，古寺、古董和歷史遺迹不會被紅衞兵破壞。

## 內容

### 政治背景
作者設想國軍在四平街大捷後，沒有聽從美國總統特使馬歇爾的要求頒下六月停戰令，而是乘勝一路往北追擊中國共產黨直至蘇聯及北韓境內，另一方面以空軍優勢收復延安、太行山等共軍陣地，國共內戰得以結束。戰後，老總統以增添憲法「臨時條款」的形式連任五屆，直至1975年「駕崩」，三年後，其子建豐透過1200人的國民大會「選舉」成為第六任總統。雖然國家仍採用民國紀年，但民間普遍稱以建豐年號，示意國家雖稱憲政時期但仍是中國歷史上皇朝世襲的一套。

### 經濟發展
小說中的1979年，中國抓住了第二次世界大戰後的經濟機遇，依靠美國主導的世界貿易分工，搶在日本、韓國、新加坡之前發展加工出口輕工業輸入美元賺取外匯，以「計劃性自由經濟」調整經濟結構，實質改進國民生活，實現均富，國內生產毛額年成長平均13%，國民的人均所得接近2000美元，經濟總量超越英法而僅次於美國成為世界第二大經濟體，成就中華奇蹟，大國復興崛起，萬國競相來朝，國民見多識廣，外交也不再仰人鼻息……

### 中共執政的第三個可能
小說也借用東蓀站在國共以外的中間路線立場，假想中共勝出內戰後可能有兩條不同的路線，一是較好的：真心採用國共各黨在1946年政治協商會議得到共識的和平建國綱領、或退而求次的新民主主義，更快實現均富和真正的普選，成功保障言論自由及各種人權。但小說裡的東蓀以中共在延安等共區的暴力土改和黨內鬥爭清算等史實推測、以《一九八四》、《正午的黑暗》、《古拉格群島》、《新階級》等書作證，質疑中共更可能會走斯大林的一黨專政路線，推翻中共自己的民主承諾，使中國陷入一個比國民黨治下更糟糕的局面；而且消滅了資產階級和市場，必然會衍生更多不可控制或不可預見的問題，以及出現權貴新階級。作者後來也借用平旺的觀察質疑中共可能會大搞個人崇拜、獨裁專制以及推翻讓少數民族自決的承諾。

## 現實世界
作者在小說裡除了逆轉了國共內戰的結果外，其他史實及國際環境都嘗試保持與現實一致，例如蔣中正確實在1975年逝世，過渡形式的嚴家淦接任三年後就由蔣經國擔任總統，中共黨主席毛澤東也是在1976年9月9日逝世，其他包括張東蓀、牟宗三、孫立人、董浩雲、達賴喇嘛、美國總統艾森豪、尼克森在現實也真有其人、魏京生也確曾在西單民主牆貼出了大字報《要民主還是要新的獨裁》。小說按照史實交代其人在1949年前的過去生平，例如蔣經國在蘇聯十二年的經歷、孫立人的出身經過，幻想創作的部份則是基於這些人確實的過去背景和思路從而推測他們在另一個可能世界下的處境。

### 外交環境
現實世界中，二戰結束後出現了東西方冷戰局面，其中以韓戰及越戰被視為亞洲地區代理人的「熱戰」衝突，獨立後的印度則提倡不結盟運動；其間，又因為中蘇交惡及邊界衝突，使蘇聯幾乎向中國發動核戰，促使尼克森與基辛格對中華人民共和國展開了外交接觸，並最終與中華民國斷交。小說中，作者盡量貼近現實環境，又交代了美國如何在中日之間處理二戰後的託管地：琉球群島、與那國島及釣魚臺，以此顯示中國人在當時環境下，可能面對的挑戰與機會。

### 西藏問題
1912年至1959年間，西藏設有噶廈政府；1950年，建政後的中共解放軍武力進攻昌都，雙方其後的談判達成了《十七條協議》，使西藏和平解放；直至1959年西藏抗暴運動失敗，達賴喇嘛流亡印度，在達蘭薩拉成立西藏流亡政府。小說對1943年平措汪傑在拉薩組織的西藏共產黨及其思想也有著墨。
平旺被監禁十年后，于1959年出狱。当年他组织共产党，主要是为了实现民族自决。中共一度是其盟友，帮藏人建立博巴德伊瓦（图博人民共和国），平旺关心米萨底层人民利益，要将共和国精神推行全藏。二战后中国虎视眈眈，英美对不受共产威胁的地区撒手不理，图博难以保持事实独立。大臣噶波噶旺晋美在法会上宣布要与国民党谈判，后达成十七条协议，让藏区高度自治。图博虽未像其他地方推行土改，但宗教文化得以保留。平旺出狱后被《图博七年》作者海因里希约见，后来还见了达赖喇嘛，他对达赖能否担当振兴图博的大业略有疑虑。十多年后，达赖成了国际名人，平旺则与一汉人合伙，做了一名普通茶商。

### 反右運動、文化大革命
中华人民共和国成立後，毛澤東提出大鳴大放，其後轉變成反右運動及文化大革命，其間老舍、傅雷、吳晗、豐子愷、張東蓀、沈從文、巴金等不少知識份子被迫害批鬥，命途坎坷。
小說中，老舍已于六八年获得诺贝尔文学奖。六一年动笔七年后写成的《正红旗下》是他的代表作，118万字，是一部满族人民的史诗。七五年，国际笔会副主席林语堂也获得诺奖。沈从文在老舍得奖后不久出版了《存者》，是华语魔幻现实主义小说的力作。张爱玲也在酝酿一部现代红楼梦。施蛰存七三年的《渡河浮海》是中国现代主义的新收获。巴金在停笔二十年后在六七年发表了《随想录》。钱钟书七四年出版了50万字的《恶客》，写一个博览群书的学人想发明超时空读书机器，最后发疯的故事。树森、欧梵两人继夏志清后续写中国文学史，认为上面诸人均有问鼎诺奖的可能。

### 調景嶺
現實世界中，英國治下的香港政府把無法撤退台灣、又不願留在大陸的國軍官兵安置在調景嶺一隅；小說中，一樣安排了調景嶺收容一批不願跟從中共北撤蘇聯、又不願歸順國民黨的知識份子，書中述說東蓀的生活，即是其一。东荪在香港教书，并写了《我花开后百花杀？假如共产党统治中国》一书，该书于七六年他死前在香港出版，虽然国内被禁，但在知识分子中仍有广泛影响。

### 麥兜與其母麥師奶
《麥兜》系列故事是一套香港漫畫，其場景及對白極具本土特色，以平易近人的手法，反映民間生活嬉笑怒罵而不失童真的幽默一面。雖然牠們只是卡通豬，但作者仍然在小說中闢出一章想像麥師奶與麥阿斗的生活場景。
麦师奶曾在顺德、东莞等地打工，最后成了广州一家茶楼的保洁。五六十年代中国迅速城市化，带来了进城潮、婴儿潮，而麦师奶这样的小人物恰恰是时代主角。她年轻时认识了一个香港司机，怀孕后对方不辞而别，仅留给她几十箱美国奶粉。她靠这种奶粉喂养儿子阿斗，反而将其喂成了营养不良。阿斗不学无术，一直靠他养着，一开始迷小人书和武侠小说，后来只对电影感兴趣。电视在中国普及后，师奶也买了一台，儿子看了不少外国片。她还买了国产天线厂家的股票，大做发财梦，七三年曾经一翻几十倍，然而一年后清零，她和不少人彻底破产。儿子在电视报上发文，后来居然成了获奖的电影特效师。

### 結局伏筆
小說結束於1979年12月10日晚，即現實中台灣爆發美麗島事件的時刻，亦是紀念1948年聯合國通過《世界人權宣言》的國際人權日。現實中的台灣，要到1987年解嚴，「政治民主化」和「軍隊國家化」才有談論的空間。但蔣經國自從1979年就不再寫日記，所以他後來想些甚麼，為何會走上所謂民主之路，只能留待讀者想像，作為結局的伏筆。

## 評價
劉細良認為小說是對歷史決定論的反駁，人民在歷史上曾經有過那麼多選擇，並不是虛無的；而且歷史不是科學，沒有物理學定律可言，歷史所以引人入勝正因為充滿了偶然性。
小說設定「老總統」連任五屆直至老死，也有人質疑很難成立，因為憲法規定只可連任一次，而國民黨勝出內戰，就不會有《動員戡亂時期臨時條款》，況且現實中的蔣中正在1960年競選第三任總統，已有雷震、胡適等人公開連署，反對違法連任，如是者，在1960年還未夠政治能量的蔣經國也難以接任總統。小說沒有談及1947年台灣的二二八事件，但論者認為沒有人可以用歷史研究的嚴謹標準來衡量文學，本書是借小說想像來提出更嚴肅的拷問：中國人是否可以有更高的智慧，藉此告別現實的殘酷。

## 封禁
據稱《建豐二年》已成中國禁書，因為小說碰觸中国共产党禁忌：「政治民主化，軍隊國家化」；透過重新審視1946年中国共产党同意的和平建國綱領，挑戰1949年中国共产党建政的基礎，指向1949年至1979年中国共产党治下的諸多錯失，提出今天中国共产党經濟現代化先於政治現代化的殘酷。有論者指小說以虛寫實、埋實於虛，用曲筆、諷喻，以統治者相似心態，借國民黨來罵共產黨，反過來再罵國民黨，甚至可以看到今日的《零八憲章》、雨傘革命，把擦邊球技術發揮得淋漓盡至。

## 獲獎
- 香港《亞洲週刊》將《建豐二年》選為2015年小說類十大好書之一。[10]

- 臺灣《文訊》雜誌「2001～2015華文長篇小說20部」評選活動將《建豐二年》選為代表香港的兩部小說之一。[11]

- 第六屆紅樓夢獎授予《建豐二年》專家推薦獎。[12]

## 相關著作
有人把本書與陳冠中的《盛世 中國 2013年》、《裸命》合稱「中國三部曲」。